# 民主倒退

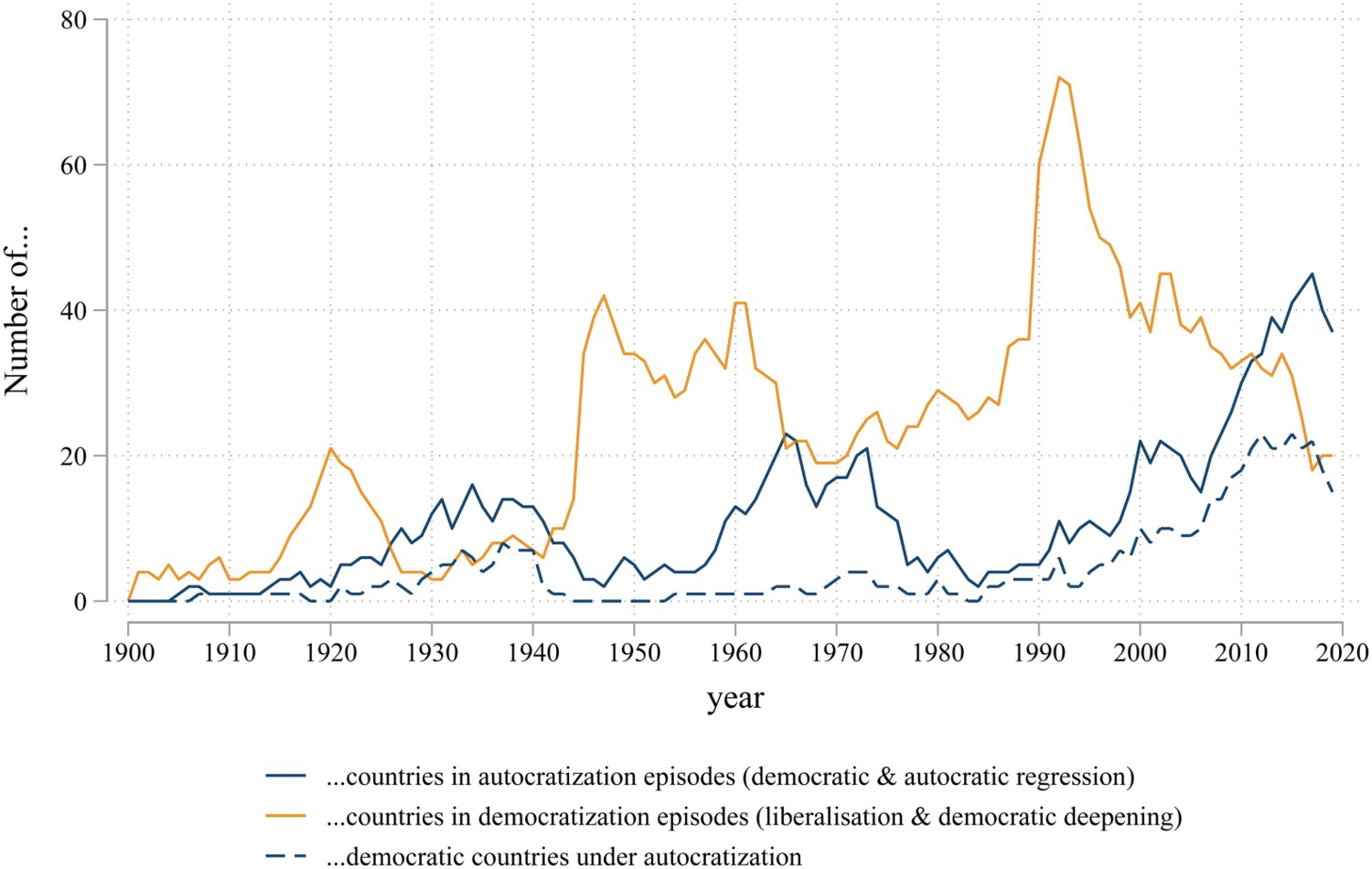
自约2010以来, 全球范围内专制化国家数量（蓝色）高于民主化国家数量（黄色）

民主倒退（英語：Democratic backsliding），又称专制化（英語：autocratization） ，是一个政治学术语，用以描述政治体制中民主特征的减少 ，是民主化的反义词。

## 简介
虽然自冷战结束以来通过军事政变进行的政权更迭有所减少，但更微妙的民主倒退形式却有所增加。在20世纪后期的第三次民主化浪潮中，许多新的、制度化薄弱的民主国家建立起来。正是这些政权最容易受到民主倒退的影响。自2010年自由民主国家数量到达历史最高点以来，第三波专制化浪潮一直在持续。
在民主国家，民主倒退是国家主导的民主的政治制度，例如权力的和平过渡或自由公正的选举，被削弱而造成的。随着时间的推移，对作为民主基础的个人权利，尤其是言论自由的侵犯行为，使得民主制度的健康、效率和可持续性受到质疑。
在国家处于巨大危机期间，尤其存在民主倒退的风险。当领导人在紧急状态期间实施与危机严重程度不成比例的独裁规则在局势改善后仍然存在时，就会发生这种情况。

## 表现
当民主的重要组成部分受到威胁时，就会形成民主倒退现象。民主倒退的表现包括：
- 自由和公平的选举被降格；[16]
- 言论、新闻[18]和结社自由受到限制，削弱了反对派挑战政府、追究政府责任并提出替代现政权的能力；[16][18]
- 法治（即对政府的司法和官僚限制）被削弱，[16]例如当司法独立受到威胁，或者当公务员任期保护被削弱或取消时。[19]
- 对恐怖主义行为或反对派过度重视，过分强调国家安全。[19]

## 延伸阅读
- Andersen, David. . Comparative Politics. July 2019, 51 (4): 645–663. JSTOR 26663952. S2CID 201373568. doi:10.5129/001041519X15647434970117.
- Bieber, Florian. . Springer Nature. 2019. ISBN 978-3-030-22149-2 （英语）.
- Cheeseman, Nic; Klaas, Brian. . New Haven. 2018. ISBN 978-0-300-20443-8.
- Daly, Tom Gerald. . Hague Journal on the Rule of Law. April 2019, 11 (1): 9–36. S2CID 159354232. doi:10.1007/s40803-019-00086-2.
- Haggard, Stephan; Kaufman, Robert. . Cambridge University Press. 2021. ISBN 978-1-108-95840-0 （英语）.
- Foa, Roberto Stefan; Mounk, Yascha. . Journal of Democracy. 2016, 27 (3): 5–17  [2022-09-27]. S2CID 156622248. doi:10.1353/jod.2016.0049. （原始内容存档于2019-03-11）.
- Jee, Haemin; Lueders, Hans; Myrick, Rachel (2021). "Towards a unified approach to research on democratic backsliding". Democratization
- Klaas, Brian. . Hurst Publishers. 2016. ISBN 978-1-84904-930-6.
- Levitsky, Steven; Ziblatt, Daniel. . New York: Crown. 2018. ISBN 978-1-5247-6293-3.
- Levitsky, Steven; Way, Lucan A. . 2010. ISBN 9780511781353. doi:10.1017/CBO9780511781353.
- Przeworski, Adam. 2019. Crises of Democracy. Cambridge: Cambridge University Press.
- Qvortrup, Matt. . De Gruyter. 2021. ISBN 978-3-11-071332-9 （英语）.
- Waldner, David; Lust, Ellen. . Annual Review of Political Science. 2018-05-11, 21 (1): 93–113. doi:10.1146/annurev-polisci-050517-114628 .